# 에이야표르수르

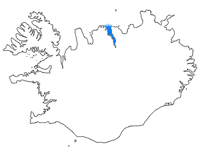
푸른색이 에이야표르수르

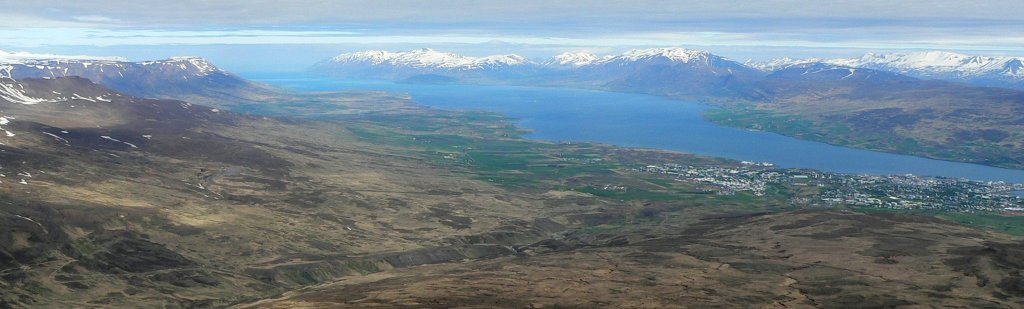
여름의 에이야표르수르

에이야표르수르(아이슬란드어: Eyjafjörður)는 아이슬란드에서 가장 긴 피오르드이다. 아이슬란드에서 두번째로 인구가 많은 북부 중앙 지역에 위치해 있다.

## 이름
에이야표르수르라는 이름은 아이슬란드어로 '섬 피오르드'라는 뜻이다. 피오르드 지대 가운데에 있는 흐리세이 섬을 의미한다.